# Zalatárnok
Zalatárnok là một thị trấn thuộc hạt Zala, Hungary. Thị trấn này có diện tích 25,95 km², dân số năm 2010 là 713 người, mật độ 27 người/km².